# Masarykova škola (Ćuprija)
Masarykova škola v srbském městě Ćuprija existovala v meziválečném období. Sídlila v dvoupatrové vile a označena byla nápisem Česká škola Masarykova. Založena byla v roce 1912 (ještě před první světovou válkou a zanikla se začátkem druhé světové války. Poté již nebyla obnovena. Nacházela se na západním okraji areálu cukrovaru (dnes na křižovatce ulic Železnička a Kneza Miloša.
Školu zřídila a provozovala Československá obec (předchůdce dnešní České besedy) jako soukromou. Sloužila pro české děti, které žily v uvedeném městě v rodinách českých průmyslníků, kteří provozovali některé závody (např. cukrovar nebo sklárnu v nedaleké Jagodině). V školním roce 1931 až 1932. se zde učilo na třicet českých dětí. Škola poskytovala doplňkové vzdělání v českém jazyce (děti kromě toho chodili i do místní školy). Škola zanikla v souvislosti s vypuknutím války na území Jugoslávie v dubnu 1941, po druhé světové válce nebyla obnovena a průmyslové závody, kde Češi působili, byly znárodněny.
V druhé dekádě 21. století byla budova bývalé školy v dezolátním stavu; zůstalo stát obvodové zdivo a střechy propadly.